# Shidiaolou
Shidiaolou (kinesiska: 石碉楼乡, 石碉楼) är en socken i Kina. Den ligger i provinsen Sichuan, i den sydvästra delen av landet, omkring 160 kilometer nordväst om provinshuvudstaden Chengdu. Antalet invånare är 3 989. Befolkningen består av 1 977 kvinnor och 2 012 män. Barn under 15 år utgör 26,0 %, vuxna 15-64 år 66 %, och äldre över 65 år 6,0 %.
Genomsnittlig årsnederbörd är 1 226 millimeter. Den regnigaste månaden är juli, med i genomsnitt 253 mm nederbörd, och den torraste är januari, med 11 mm nederbörd.